# Calliphora javanica
Calliphora javanica este o specie de muște din genul Calliphora, familia Calliphoridae, descrisă de Meijere în anul 1914. Conform Catalogue of Life specia Calliphora javanica nu are subspecii cunoscute.